# Ferme de Than
La ferme de Than ou ferme du Vieux clocher est un édifice situé à Bretteville-sur-Odon, dans le département du Calvados, en France et inscrite au titre des monuments historiques.

## Localisation
L'édifice est situé au no 61 de la route de Bretagne,. L'ancienne ferme est située sur la rive nord du Petit Odon, à proximité immédiate de l'ancienne église Notre-Dame et à environ 500 m à l'est du domaine de la Baronnie.

## Historique
La ferme est datée du XVIIe siècle et du deuxième quart du XIXe siècle.
Le complexe est un bel exemple des « grandes exploitations du village ». Il est encore une ferme à la fin du XXe siècle commercialisant des produits locaux.
Les façades et les toitures du logis principal et des écuries, du logis sur communs, l'ancien logis au sud de la cour sont inscrits au titre des monuments historiques depuis le 10 novembre 2004, tout comme le pont et les berges du petit Odon.
L'édifice est transformé en 42 appartements dans les années 2000, avec un maintien de l'aspect extérieur.

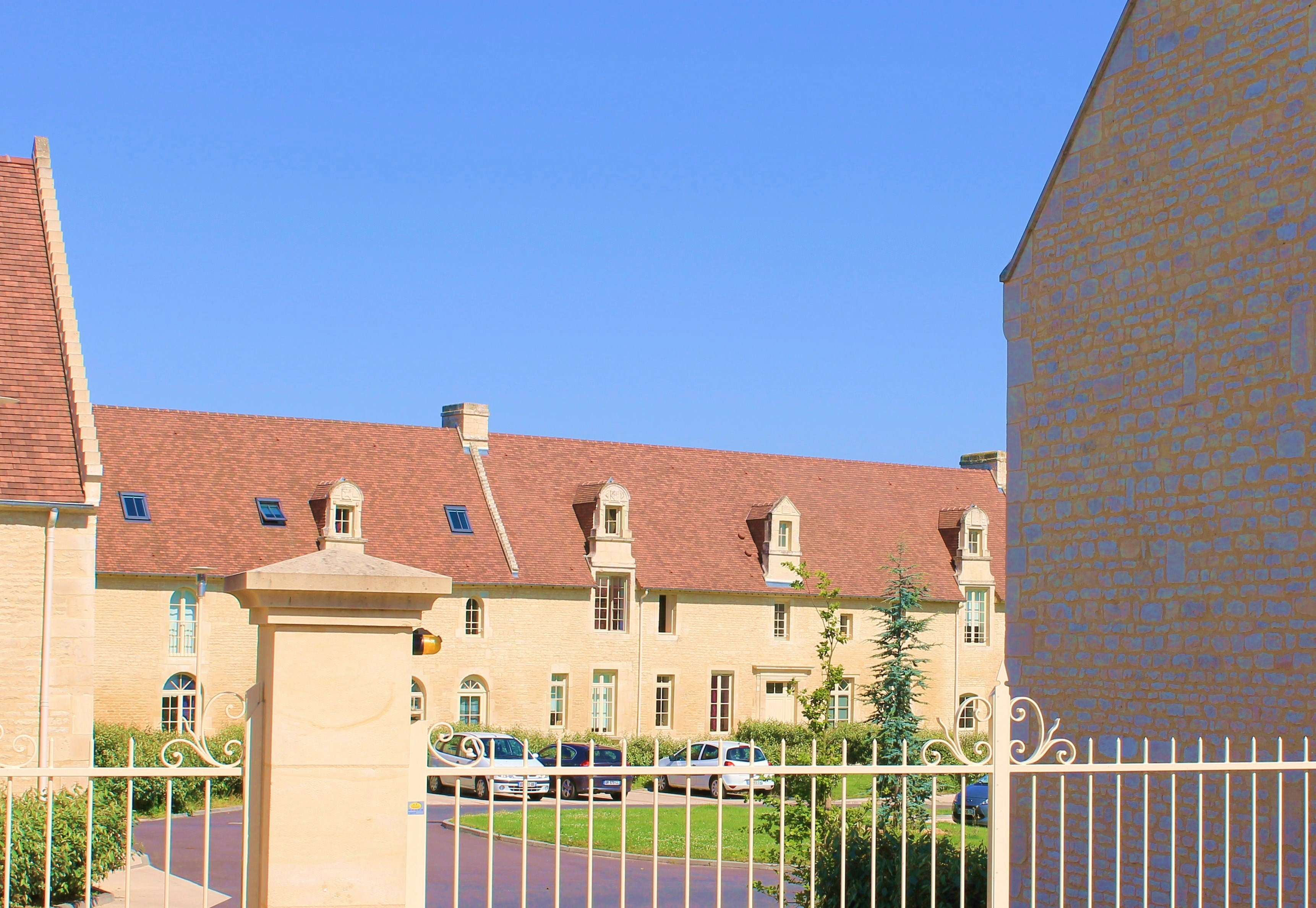
La ferme de Than après rénovation et réhabilitation.